# Sekulče
Sekulče (nemško Sekull) je naselje v Občini Teholica v Okraju Celovec-dežela na Koroškem v Avstriji.